# Florian Pick
Florian Pick (* 8. September 1995 in Wittlich) ist ein deutscher Fußballspieler, der seit Juli 2025 beim 1. FC Saarbrücken unter Vertrag steht. Er agiert bevorzugt auf der Position des Außenstürmers, kann aber auch variabel im offensiven Mittelfeld eingesetzt werden.

## Karriere

### Beginn
Über die Stationen JSG Wittlich und Eintracht Trier schloss er sich 2011 der Jugendakademie des 1. FC Kaiserslautern an. Dort spielte er zwei Jahre und wechselte anschließend in die Jugendakademie, Knappenschmiede, des FC Schalke 04. Dort fiel er durch starke Leistungen im Hallenfußball auf.
Anschließend spielte er zwei Jahre für die Zweitvertretung der Schalker, kam aber nie über den Status eines Ergänzungsspielers hinaus. In 45 Spielen in der Fußball-Regionalliga West gelangen ihm zwei Treffer für die Schalker.

### 1. FC Kaiserslautern mit Leihe zum 1. FC Magdeburg
Mangels Perspektive wechselte er zu Beginn der Saison 2016/17 zur zweiten Mannschaft des 1. FC Kaiserslautern in die Regionalliga Südwest, für die er in 28 Ligaspielen ein Tor erzielte. In der Rückrunde stand er mehrmals im Spieltagskader der Profimannschaft (2. Bundesliga), kam aber zu keinem Einsatz.
Zur Saison 2017/18 wechselte Pick auf Leihbasis zum 1. FC Magdeburg in die 3. Liga. Dort gab er beim 2:1-Sieg gegen die Würzburger Kickers am 6. August 2017, dem 4. Spieltag jener Saison, sein Profidebüt, als er in der 81. Spielminute für Michel Niemeyer eingewechselt wurde. Nach Ende der Ausleihe und der Drittligameisterschaft kehrte er im Sommer 2018 wieder nach Kaiserslautern zurück.
Nach Rückkehr von seiner Leihe spielte Pick hauptsächlich für die Profimannschaft des FCK, die zwischenzeitlich in die 3. Liga abgestiegen war. Dort wurde er nach einigen Monaten zum Stammspieler. Seinen ersten Profitreffer erzielte er am 10. März 2019 in der Partie gegen den FC Carl Zeiss Jena, als er in der 88. Spielminute zum 4:1-Endstand traf. Von da an trat Pick regelmäßig als Torschütze oder Vorlagengeber in Erscheinung und entwickelte sich zum Leistungsträger. In der Saison 2019/20 verpasste Pick kein Ligaspiel und war zusammen mit Christian Kühlwetter bester Scorer der Mannschaft (13 Tore, 10 Vorlagen).

### Wechsel in die 2. Bundesliga
Im Sommer 2020 wechselte Pick in die 2. Bundesliga zum 1. FC Heidenheim. Sein bis zum 30. Juni 2024 gültiger Vertrag wurde nicht verlängert.
Zum 1. Januar 2022 wechselte Pick bis zum Ende der Saison 2021/22 auf Leihbasis zum aufgestiegenen und abstiegsbedrohten Ligakonkurrenten FC Ingolstadt 04. Ingolstadt stieg unmittelbar wieder in die Dritte Liga ab.
Im Sommer 2024 wechselte Pick für ein Halbes Jahr zum Zweitligisten 1. FC Nürnberg, wo er in 9 Spielen ein Tor schoss.
Im Januar 2025 wechselte Pick zu Preußen Münster, die ebenfalls in der 2. Bundesliga spielten.

### Rückkehr in die 3. Liga
Zur Saison 2025/26 schloss er sich dem 1. FC Saarbrücken an.

## Erfolge
- Meister der 3. Liga und Aufstieg in die 2. Bundesliga: 2018
- Meister 2. Bundesliga 2023 und Aufstieg in die Bundesliga